# Noel Olivares
José Juan Olivares Rodríguez  nació en Las Palmas de Gran Canaria en 1954, es escritor y poeta. Firma bajo los seudónimos José Águedo Olivares y Noel Olivares.

## Trayectoria
Empieza a publicar en 1992. Escribe poesía, relatos y aforismos.
Entre 2000 y 2002, publicó tres libros junto al poeta Leopoldo María Panero en las editoriales Clarín, Lumen y Pre-textos.
En 2003, gana el Premio de poesía Ángel Urrutia Iturbe, en Navarra. Eugenio Padorno le realiza el prólogo de su libro Rasgos epigramáticos.
Ha participado en numerosos actos literarios dentro y fuera de las islas. Composiciones suyas aparecen en diferentes revistas de literatura.
En 2018, su obra El tapiz estelar es incluida dentro de la Revista Internacional Microtextualidades, en el monográfico que realiza José Ramón González, de la Universidad de Valladolid. Se trata de un libro de aforismos.

## Premios
Con la obra Rasgos epigramáticos ganó el premio Ángel Urrutia Iturbe en Navarra, en 2003

## Obras
- Mandolina (Maná, ed.bilingüe, Berlín, 1992)[16]
- Favor del cielo y comidilla de difuntos (El árbol de Poe, 1996)
- Cráneo o flor (CD) (El Gato Gris, 2000)
- Un cadáver en el manicomio (Clarín, Asturias, 2000). Coescrito con Leopoldo María Panero
- Me amarás cuando esté muerto (Lumen, Barcelona, 2001). Coescrito con Leopoldo María Panero ISBN 84-264-2834-7[17]
- ¿Quién soy yo? (Pre-textos, Valencia, 2002). Coescrito con Leopoldo María Panero ISBN 84-8191-494-0[18]
- Rasgos epigramáticos (Premio Ángel Urrutia, Casa de Cultura de Lekunberri, Navarra, 2004)
- Tiranía del gozo (Al-Harafish, 2006)
- Prosas porosas (Ed. Idea, 2010)[19]
- El tapiz estelar (Ed. Idea, 2011)
- Fruto furioso (Gráficas Atlanta, 2014)
- Historias Monumentales (Ediciones Idea, 2015)
- Muertes de poeta (Editorial Aurora Boreal, 2017)[20]
- Trance (Mercurio Editorial, 2018)[21]
- Prosas Crepusculares (Ediciones Idea, 2018)
- El peaje del diablo (ATTK Ediciones, 2019)[22]
- Retratos de Teca (Puentepalo ediciones, 2019)
- El levantador de pesas espirituales (Editorial Aurora Boreal, 2020)[23]

### Publicaciones Colectivas
- Ínsulas encantadas (Ed. Anroart, LPGC, 2005)
- Otra vuelta por los trópicos: artistas y escritores en torno a la idea de ‘El viaje’ (Ámbito cultural El Corte Inglés, 2005)
- Poetas canarios en Buenos Aires (La máquina del tiempo, Buenos Aires, 2009)
- Antología del microrrelato en Canarias (Ed. Anroart, LPGC, 2009)
- Madrid en los poetas canarios (Ed. Puentepalo, LPGC, 2010)
- Art Food (Editorial Puentepalo, 2011)
- La llama silenciosa: poetas canarios en El Hierro (World Poetry Movement, 2012)
- Madres (Ediciones La Palma, 2024)[24]